# Cassard-Klasse
Die Cassard-Klasse, auch als Typ F70 AA bezeichnet,  ist eine Klasse von zwei Flugabwehrzerstörern der französischen Marine.

## Allgemeines
Der Rumpf der Cassard-Klasse entspricht dem der Georges-Leygues-Klasse, wobei es beim Antrieb und der Bewaffnung deutliche Unterschiede gibt. Die Hauptaufgabe dieser Klasse ist die Verbandsflugabwehr. Zusätzlich können die Schiffe dieser Klasse auch zur Seeraumüberwachung eingesetzt werden.
Die beim Bau dieser Klasse gemachten Erfahrungen flossen in die Design-Überlegungen für die Leichten Fregatten der La-Fayette-Klasse ein.

## Einheiten
| Kennung | Name      | Kiellegung        | Stapellauf      | Indienststellung   | Außerdienststellung | Heimathafen | Namengeber      |
| ------- | --------- | ----------------- | --------------- | ------------------ | ------------------- | ----------- | --------------- |
| D614    | Cassard   | 3. September 1982 | 6. Februar 1985 | 28. Juli 1988      | 15. März 2019       | –           | Jacques Cassard |
| D615    | Jean Bart | 12. März 1986     | 12. März 1986   | 21. September 1991 |                     | Toulon      | Jean Bart       |
| D616    | Courbet   | Storniert         | Storniert       | Storniert          | Storniert           | Storniert   | Storniert       |
| D617    |           | Storniert         | Storniert       | Storniert          | Storniert           | Storniert   | Storniert       |

Die Außerdienststellung ist mit Zulauf der beiden FREMM-Fregatten in der Luftabwehrvariante FREDA im Zeitraum 2020 bis 2022 geplant.

## Fotos

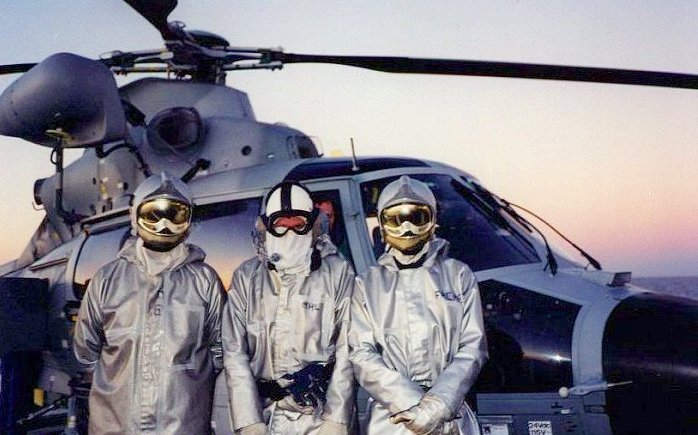
Brandabwehrtrupp der Cassard
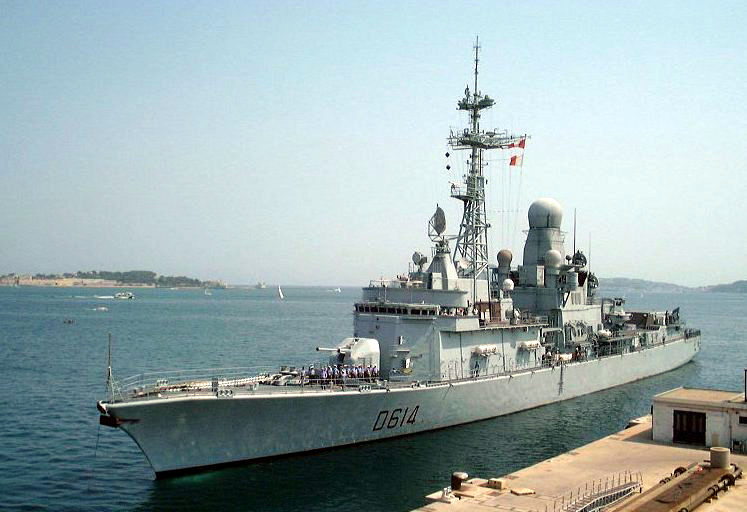
Fregatte Cassard
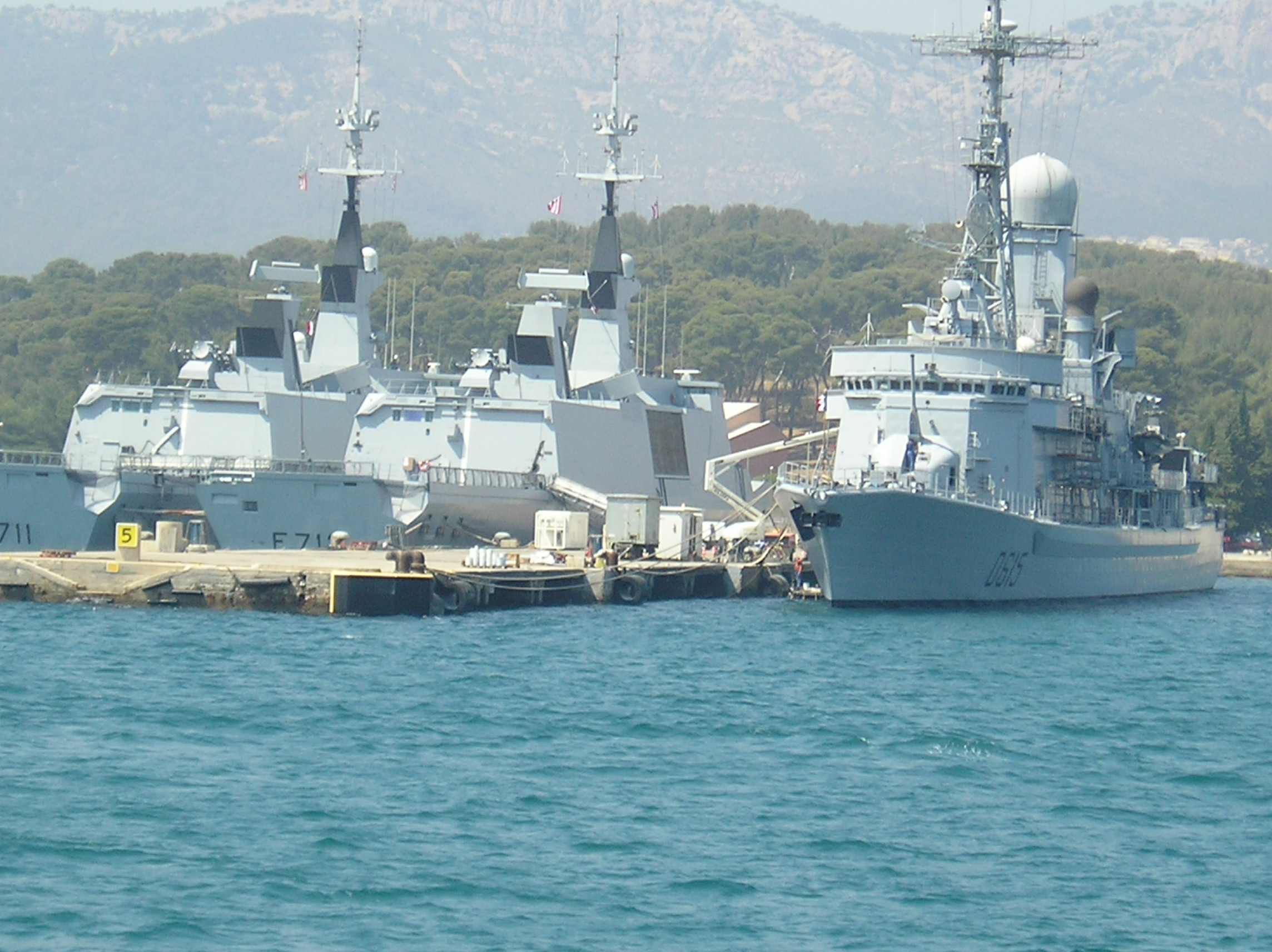
Die Jean Bart neben den Stealth-Fregatten der La-Fayette-Klasse Surcouf und Courbet